# Der Ruf des Nordens
Der Ruf des Nordens ist ein später deutscher Stummfilm aus dem Jahre 1929 von Nunzio Malasomma mit Luis Trenker und Max Holsboer in den Hauptrollen.

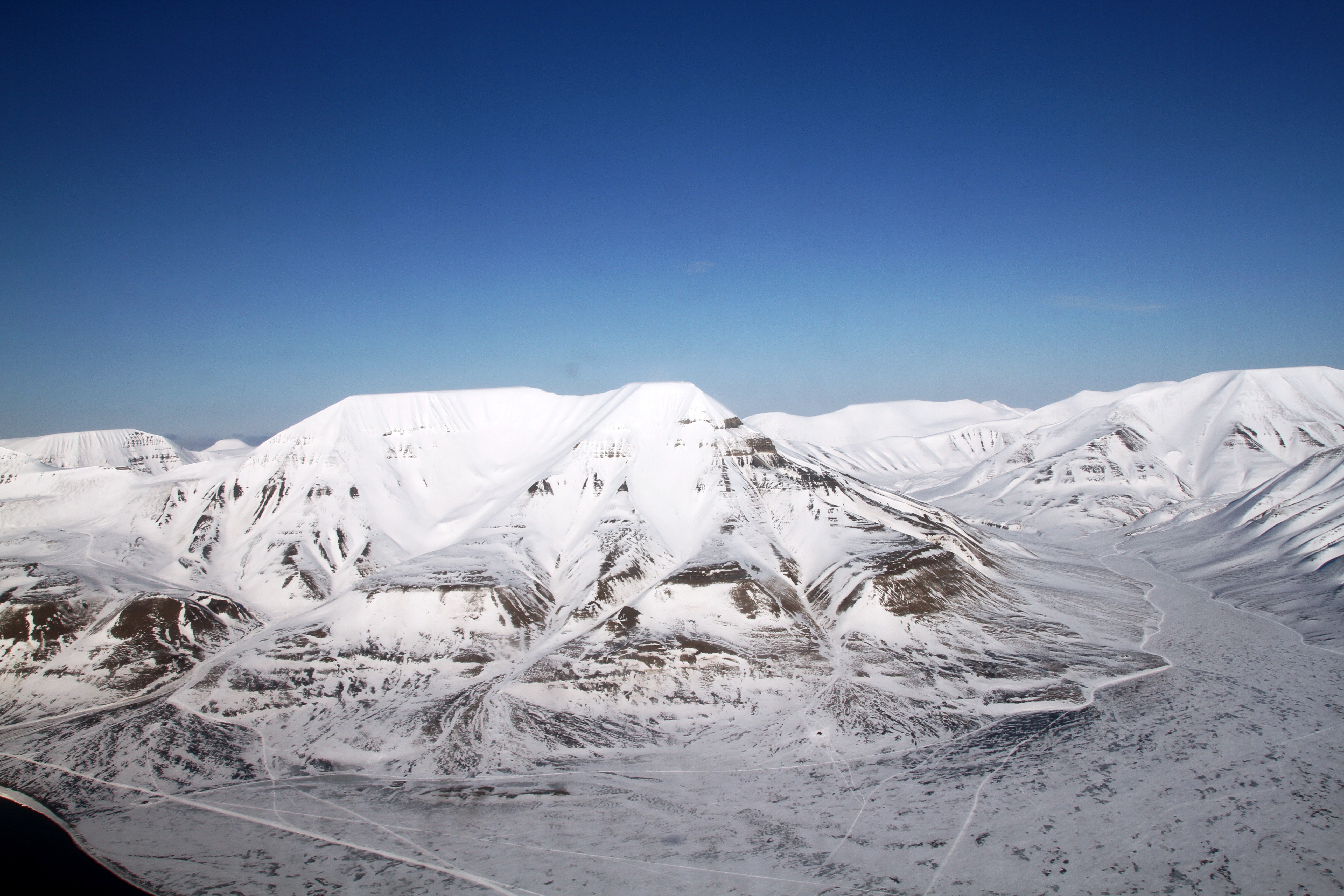
Einer der Drehorte: Das schneebedeckte Spitzbergen

## Handlung
Jane Wintons Ehemann ist seit zwei Jahren, als er an einer Expeditionsreise in das Nordpolarmeer teilnahm, verschollen. Um sein Schicksal aufzuhellen, nimmt sie heimlich an einer weiteren Polarreise teil, ohne dass die Mannschaft des Expeditionsschiffs etwas davon mitbekommt. Mit dabei ist auch diesmal der kernige Peter Helling, über den gemunkelt wird, dass er aufgrund der Rivalität um Jane ihren Ehemann auf dem Gewissen haben könnte. Als Janes Anwesenheit auf dem Schiff bemerkt wird, halten sich die rauen Männer zunächst zurück. Bald ist das Polarschiff vom Packeis eingeschlossen. Ein Teil der Mannschaft geht nun mit ihren Hunden und den Schlitten aufs Eis, um der letzten Spur des verschollenen Winton zu folgen. Jane bleibt an Bord des Schiffs zurück.
Der Schwede Ivar Svensson und sein Trupp stoßen auf eine Lagerstatt Wintons. Bei seinen Untersuchungen stöbert  Svensson Wintons Tagebuch auf und liest  darin, dass der letzte überlebende Begleiter Wintons schreibt, dass Winton verstorben sei. Als Svensson Wintons Spur weiterhin folgen will, ist es Helling, der ihn dabei unbedingt begleiten möchte. Beide hartgesottene Männer kampieren auf einer mächtigen Eisscholle, die eines Nachts jedoch von seinem Umfeld abreißt, woraufhin die beiden Männer abgetrieben werden. Es gelingt den beiden, an einem Eisberg anzudocken, doch der nachfolgende Marsch ist für Ivar Svensson zu viel: Ihm schwinden die Kräfte und seine Hände erfrieren. Helling erlegt inzwischen einen Eisbären, um wenigstens für etwas Nahrung zu sorgen. Svenssons bittet seinen Begleiter, ihn zu erlösen, doch Helling schleppt ihn mit letzter  Kraft weiter. Aber es ist zu spät, Svensson stirbt an völliger Entkräftung.
Helling gelingt es, seinen toten Kameraden im ewigen Eis eine würdige Grabstätte zu schaffen, während in der Zwischenzeit die sexuell ausgehungerten Männer an Bord des Schiffes Jane mehr und mehr bedrängen. Um sich den Zudringlichkeiten nicht länger auszusetzen, wird Jane geraten, fortan ihre Kabine lieber nicht mehr zu verlassen. Das Packeis rund um das Schiff wird immer dicker und presst sich mit ungeheuer Wucht gegen die Schiffswände. Dabei wird auch Janes Kabine so stark zusammengedrückt, dass ihre Tür nicht mehr zu öffnen ist. Niemand hört ihren Hilferuf, als die eisigen Wassermassen in das Schiff eindringen und es überfluten. Jane stirbt elendig, während die Besatzung nach Hilfe telegrafiert. Eine Rettungsexpedition macht sich daraufhin auf den Weg. Auch nach Svensson und Helling wird gesucht. Im letzten Moment kann der vollkommen entkräftete Peter Helling aufgespürt und gerettet werden.

## Produktionsnotizen
Der Ruf des Nordens entstand zwischen März und August 1929 unter der Expeditionsleitung des Einheimischen Lars Hansen an folgenden Drehorten: Arktis (Nördliches Eismeer); Spitzbergen/Norwegen und die Schweiz. Der Film mit einer Länge von 7 Akten, verteilt auf 2640 Metern Länge, wurde am 13. September 1929 im Berliner Universum-Kino uraufgeführt.
Malasommas Landsmann Mario Bonnard übernahm die künstlerische Oberleitung. Luis Trenker und Viktor Skutezky hatten die Produktionsleitung, Heinrich C. Richter gestaltete die Filmbauten.
1934 wurde eine Tonfilmfassung dieses Films unter der Leitung von Johannes Häussler unter dem Titel Polarstürme erneut in die Kinos gebracht.

## Kritiken
„Die Häufung der Katastrophen, ein Zuviel an Details, machen den Polarfilm stellenweise theatralisch. (…) Ich habe außerdem einen Einwand gegen Luis Trenker. Er ist im Ausdruck nicht so einfach, nicht so sachlich, nicht so karg, wie es ins Nordland gehört; erposiert sich, er gibt sich seelenvoll, und es kommt unter Nordmännern auf Seele nicht an. Dr. Holsboer, sein Freund und Rivale, erlebt wortkarger und stärker, ist echter, im Ausdruck erschütternder. Alle Einwände können diesem Film nichts anhaben. Er variiert im Bild immer das Erlebnis der Einsamkeit. Die Photographie der Landschaft ist stärker als das Filmisch-Komponierte. (…) Und eine Fülle von Menschengesichtern! Zerklüftete, im Schweigen starke, überschattete Gesichter! Landschaften in Gesichtern!“

Die Österreichische Film-Zeitung schrieb: „Man hat es hiermit einem neuen Polar-Expeditionsfilm zu tun, der in seiner Art entschieden zu dem schönsten, interessantesten und wirkungsvollsten gehört, was man auf diesem Gebiet bisher zu sehen bekam.“
Im Lexikon des Internationalen Films heißt es: „Wegen der faszinierenden Bilder der Arktis-Expedition ein eindrucksvoller Stummfilm um die Rivalität zweier Männer in extremer Situation, der als mystische Tragödie ausklingt.“